# Championnats d'Océanie de cyclisme sur piste 2010
Navigation
Championnats d'Océanie 2009 Championnats d'Océanie 2011
Les Championnats d'Océanie de cyclisme sur piste 2010 se sont déroulés du 24 au 27 novembre 2010 sur le Super-Drome d'Adélaïde en Australie.
Les 10 épreuves olympiques (vitesse, vitesse par équipes, keirin, poursuite par équipes et omnium pour les hommes et les femmes) et la course à l'américaine ont lieu dans le cadre de ces championnats d'Océanie. Le championnat est la première compétition pour les coureurs d'Océanie qui rapporte des points pour la qualification en vue des Jeux olympiques de 2012.
Des épreuves non-olympiques sont également organisées, ainsi que des épreuves réservées aux coureurs juniors (moins de 19 ans).

## Résultats des championnats élites

### Épreuves masculines
| Épreuves               | Or                                                                 | Or       | Argent                                                                  | Argent       | Bronze                                                                        | Bronze      |
| ---------------------- | ------------------------------------------------------------------ | -------- | ----------------------------------------------------------------------- | ------------ | ----------------------------------------------------------------------------- | ----------- |
| Kilomètre              | Scott Sunderland Australie                                         | 1.02.660 | James Glasspool Australie                                               | 1.03.442     | Cameron Karwowski Nouvelle-Zélande                                            | 1.04.362    |
| Keirin                 | Jason Niblett Australie                                            |          | Simon van Velthooven Nouvelle-Zélande                                   |              | Mitchell Bullen Australie                                                     |             |
| Vitesse individuelle   | Peter Lewis Australie                                              |          | Andrew Taylor Australie                                                 |              | Edward Dawkins Nouvelle-Zélande                                               |             |
| Vitesse par équipes    | Daniel Ellis Jason Niblett Scott Sunderland Australie              | 44.713   | Edward Dawkins Ethan Mitchell Sam Webster Nouvelle-Zélande              | 44.967       | Alex Bird Matthew Glaetzer Peter Lewis Australie                              | 45.698      |
| Poursuite individuelle | Michael Hepburn Australie                                          | 4.19.137 | Jack Bobridge Australie                                                 | 4.24.042     | Mitchell Lovelock-Fay Australie                                               | 4.29.055    |
| Poursuite par équipes  | Jack Bobridge Michael Hepburn Leigh Howard Cameron Meyer Australie | 4.02.270 | Aaron Gate Cameron Karwowski Myron Simpson Jason Allen Nouvelle-Zélande | 4.08.280     | Edward Bissaker Jordan Kerby Mitchell Lovelock-Fay Mitchell Mulhern Australie |             |
| Course à l'américaine  | Leigh Howard Cameron Meyer Australie                               | 21       | Aaron Gate Myron Simpson Nouvelle-Zélande                               | 24 (-1 tour) | Alexander Edmondson Mitchell Benson Australie                                 | 8 (-1 tour) |
| Course aux points      | Jordan Kerby Australie                                             | 34       | Brent Nelson Australie                                                  | 32           | Aaron Donnelly Australie                                                      | 22          |
| Course scratch         | Leigh Howard Australie                                             |          | Aaron Donnelly Australie                                                |              | Damien Howson Australie                                                       |             |
| Omnium                 | Shane Archbold Nouvelle-Zélande                                    | 9        | Myron Simpson Nouvelle-Zélande                                          | 16           | Aaron Gate Nouvelle-Zélande                                                   | 19          |

### Épreuves féminines
| Épreuves               | Or                                                   | Or       | Argent                                                  | Argent   | Bronze                                                         | Bronze   |
| ---------------------- | ---------------------------------------------------- | -------- | ------------------------------------------------------- | -------- | -------------------------------------------------------------- | -------- |
| 500 mètres             | Kaarle McCulloch Australie                           | 34.782   | Stephanie Morton Australie                              | 35.964   | Cassandra Kell Australie                                       | 36.173   |
| Keirin                 | Anna Meares Australie                                |          | Emily Rosemond Australie                                |          | Natasha Hansen Nouvelle-Zélande                                |          |
| Vitesse individuelle   | Anna Meares Australie                                |          | Kaarle McCulloch Australie                              |          | Emily Rosemond Australie                                       |          |
| Vitesse par équipes    | Kaarle McCulloch Emily Rosemond Australie            | 34.362   | Natasha Hansen Henrietta Mitchell Nouvelle-Zélande      | 35.704   | Stephanie Morton Stephanie McKenzie Australie Nouvelle-Zélande | 35.110   |
| Poursuite individuelle | Jaime Nielsen Nouvelle-Zélande                       | 3.41.597 | Kaytee Boyd Nouvelle-Zélande                            | 3.42.819 | Rebecca Werner Nouvelle-Zélande                                | 3.48.504 |
| Poursuite par équipes  | Katherine Bates Sarah Kent Josephine Tomic Australie | 3.29.378 | Kaytee Boyd Lauren Ellis Jaime Nielsen Nouvelle-Zélande | 3.31.570 | Georgia Baker Jessica Mundy Allison Rice Australie             | 3.37.761 |
| Course aux points      | Megan Dunn Australie                                 | 26       | Sarah Kent Australie                                    | 17       | Melissa Hoskins Australie                                      | 10       |
| Course scratch         | Katherine Bates Australie                            |          | Megan Dunn Australie                                    |          | Annette Edmondson Australie                                    |          |
| Omnium                 | Melissa Hoskins Australie                            | 15       | Isabella King Australie                                 | 16       | Sarah Kent Australie                                           | 26       |

## Résultats des championnats juniors

### Épreuves masculines
| Épreuves               | Or                                                 | Or       | Argent                                                | Argent   | Bronze                                         | Bronze   |
| ---------------------- | -------------------------------------------------- | -------- | ----------------------------------------------------- | -------- | ---------------------------------------------- | -------- |
| Kilomètre              | Zac Deller Australie                               | 1.04.745 | Jaron Gardiner Australie                              | 1.05.357 | Timothy McMillan Australie                     | 1.05.782 |
| Keirin                 | Emerson Harwood Australie                          |          | Tom Beadle Nouvelle-Zélande                           |          | Luke Parker Australie                          |          |
| Vitesse individuelle   | Timothy McMillan Australie                         |          | Zac Deller Australie                                  |          | Luke Zaccaria Australie                        |          |
| Vitesse par équipes    | Zac Deller Timothy McMillan Luke Zacaria Australie |          | Tom Beadle Tayla Harrison Matt Noble Nouvelle-Zélande |          | Nathan Hart Luke Parker Jacob Schmid Australie |          |
| Poursuite individuelle | Alexander Edmondson Australie                      | 3.22.613 | Alexander Morgan Australie                            | 3.24.530 | Mitchell Benson Australie                      | 3.24.930 |
| Poursuite par équipes  | Zac Deller Timothy McMillan Luke Zacaria Australie |          | Tom Beadle Tayla Harrison Matt Noble Nouvelle-Zélande |          | Nathan Hart Luke Parker Jacob Schmid Australie |          |
| Course aux points      | Pieter Bulling Nouvelle-Zélande                    | 15       | Mitchell Benson Australie                             | 13       | Phillip Mundy Australie                        | 11       |
| Course scratch         | George Tansley Australie                           |          | Caleb Ewan Australie                                  |          | Jack Cummings Australie                        |          |
| Omnium                 | Mitchell Benson Australie                          | 16       | Alexander Edmondson Australie                         | 18       | Jack Cummings Australie                        | 28       |

### Épreuves féminines
| Épreuves               | Or                                  | Or       | Argent                            | Argent   | Bronze                            | Bronze   |
| ---------------------- | ----------------------------------- | -------- | --------------------------------- | -------- | --------------------------------- | -------- |
| 500 mètres             | Stephanie McKenzie Nouvelle-Zélande | 36.279   | Adele Sylvester Australie         | 36.563   | Imogen Jelbart Australie          | 37.024   |
| Vitesse individuelle   | Stephanie McKenzie Nouvelle-Zélande |          | Adele Sylvester Australie         |          | Paige Paterson Nouvelle-Zélande   |          |
| Poursuite individuelle | Georgia Baker Australie             | 2.32.836 | Georgia Williams Nouvelle-Zélande | 2.34.341 | Letitia Custance Australie        | 2.32.419 |
| Course scratch         | Taylah Jennings Australie           |          | Jessica Mundy Australie           |          | Georgia Williams Nouvelle-Zélande |          |

## Tableaux des médailles

### Championnats élites
| Rang  | Nation           | Or | Argent | Bronze | Total |
| ----- | ---------------- | -- | ------ | ------ | ----- |
| 1     | Australie        | 17 | 12     | 13     | 42    |
| 2     | Nouvelle-Zélande | 2  | 7      | 5      | 14    |
| 3     | Combiné          | 0  | 0      | 1      | 1     |
| Total | Total            | 19 | 19     | 19     | 57    |

### Championnats juniors
| Rang  | Nation           | Or | Argent | Bronze | Total |
| ----- | ---------------- | -- | ------ | ------ | ----- |
| 1     | Australie        | 10 | 9      | 11     | 30    |
| 2     | Nouvelle-Zélande | 3  | 4      | 2      | 9     |
| Total | Total            | 13 | 13     | 13     | 39    |

### Championnats élites et juniors
| Rang  | Nation           | Or | Argent | Bronze | Total |
| ----- | ---------------- | -- | ------ | ------ | ----- |
| 1     | Australie        | 27 | 21     | 24     | 72    |
| 2     | Nouvelle-Zélande | 5  | 11     | 7      | 23    |
| 3     | Combiné          | 0  | 0      | 1      | 1     |
| Total | Total            | 32 | 32     | 32     | 96    |